# 东狮山摩崖石刻
东狮山摩崖石刻，是位于中国福建省宁德市柘荣县城郊乡岭边亭村东狮山北麓半山顶灵岩洞东侧的一处明代摩崖石刻，2000年3月入选第四批柘荣县文物保护单位。
东狮山摩崖石刻是柘荣东狮山一带迄今发现的唯一古代摩崖石刻，高1.41米、宽1.1米，共10行、100字，竖行行书。石刻内容系柘荣当地名人游朴的父亲、明朝文人游德在嘉靖年间游览东狮山时，看到当地人在此设坛祈雨有感而发所作的一首七言诗。游德去世后，他的福安籍外曾孙和他的两个曾孙一同于天启三年（1623年）元月将此诗题刻在东狮山现址。